# Les flors d'en Harrison
Les flors d'en Harrison (en anglès Harrison's Flowers) és un pel·lícula dirigida per Elie Chouraqui i estrenada l'any 2000. Ha estat doblada al català

## Argument
La pel·lícula tracta sobre Harrison Lloyd, un reporter gràfic de Newsweek i guanyador del premi Pulitzer, que el 1991 viatja en la seva última missió a l'antiga Iugoslàvia, durant la Guerra de la independència croata. Tot i que es creu que el reporter ha mort en l'esfondrament d'un edifici, la seva dona viatja a la regió per a trobar-lo i el cerca a la ciutat de Vukovar. Viatja a través del paisatge devastat per la guerra, arriba a la ciutat i és testimoni de la massacre que hi va tenir lloc. De tornada a casa, el fill de Harrison, Cèsar, té cura de les flors del seu pare al seu hivernacle.

## Repartiment
- Andie MacDowell: Sarah Lloyd
- Elias Koteas: Yeager Pollack
- Brendan Gleeson: Marc Stevenson
- Adrien Brody: Kyle Morris
- David Strathairn: Harrison Lloyd
- Alun Armstrong: Samuel Brubeck
- Caroline Goodall: Johanna Pollack
- Diane Baker: Mary Francis
- Quinn Shephard: Margaux Lloyd
- Marie Trintignant: Cathy
- Christian Charmetant: Jeff
- Gerard Butler: Chris Kumac
- Scott Michael Anton: Cesar Lloyd

## Rebuda
"Chouraqui, amb sorprenent seguretat i sense escatimar en imatges realment dures, remou el pou negre de l'infern de la guerra en els Balcans. Un film enèrgic